# МоноЛИТ (Минск)
МоноЛИТ — административно-жилое, построенное для белорусских писателей. Начало строительства — 1951 г., окончание — 7 ноября 1953 г.. Стиль — сталинский ампир. Архитектор — А. П. Брегман.

## История
Инициатором строительства был писатель Янка Мавр. Дом был построен на месте разрушенного в годы войны здания. Сдан к празднику 7 ноября. Во время строительства деревья сажали сами жители. Дом состоял из трёх подъездов — два построил за собственные деньги Литфонд, ещё один — горсовет. Изначально в квартирах стояли «дровянники» (печки), в начале 1960-х годов в дом провели газ.
К 1990-му году торец здания перестроили, сделав вход в метро Купаловская.

## Знаменитые жители

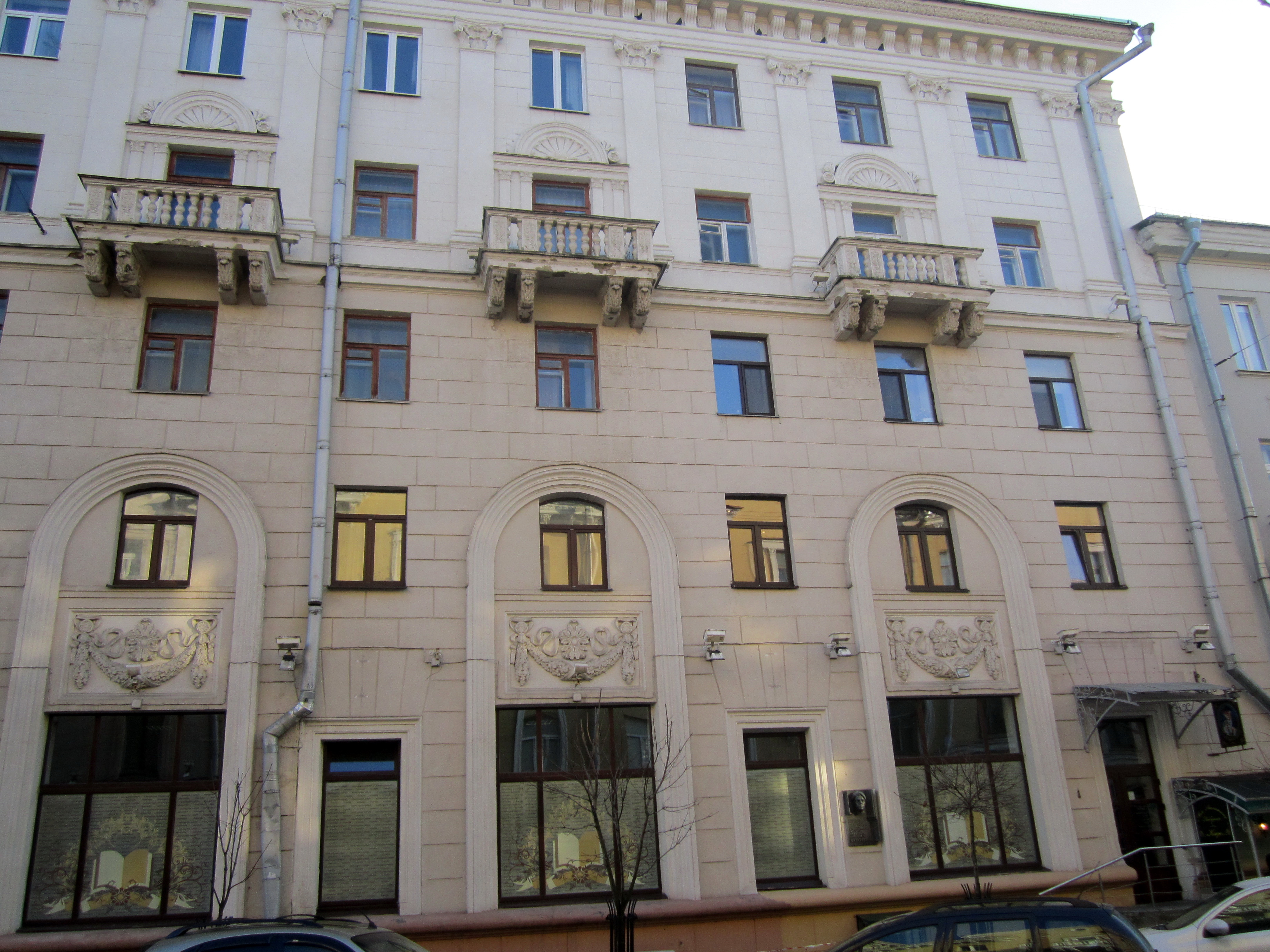
Вид дома с улицы К. Маркса, с мемориальной доской В. Короткевичу

Первыми в дом заселились писатели Петро Глебка, Иван Мележ, Янка Скрыган, Янка Брыль, Иван Шамякин, Василь Витка, Михась Климкович, Макар Последович, Алексей Зарицкий, Кастусь Киреенко, Максим Лужанин, Пилип Пестрак, Тарас Хадкевич.
В 1971 году в дом переехал Владимир Короткевич, в кв. 22. В квартире первоначально жил Всеволод Кравченко (переехал в кв. 4), после него Янка Скрыган, а уже после него — Короткевич.
Янка Мавр проживал в квартире № 1, Максим Лужанин — № 5, Григорий Семашкевич — № 16, Василий Витка — № 19, Иван Мележ, позже Петро Глебка — № 20, Иван Шамякин, позже Иван Навуменка — № 21, Ян Скрыган, позже Владимир Короткевич — № 22, Янка Брыль, позже Вячеслав Адамчик — № 23.
Сегодня в доме проживает белорусский писатель Владимир Некляев.